# Gliese 693
Gliese 693 is een rode dwerg met een schijnbare magnitude van +10,783 (in de V band) in het sterrenbeeld Pauw met een spectraalklasse van M3.5V. De ster bevindt zich 19,21 lichtjaar van de zon.